# Aulocystidae
Aulocystidae is een familie van sponsdieren uit de klasse van de Hexactinellida. 

## Geslachten
- Lychnocystis Reiswig, 2002
- Neoaulocystis Zhuravleva, 1962